# Ноопепт

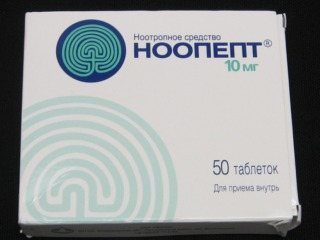
Упаковка Ноопепта

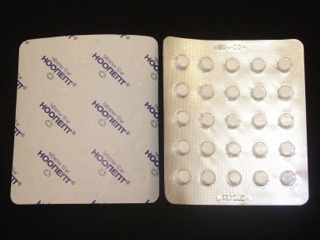
Блистер

Ноопепт (лат. Noopept) — препарат, относящийся к группе ноотропных препаратов. Международное непатентованное наименование Омберацетам. Оказывает также нейропротекторное, вегетостабилизирующее, противотревожное действие. В отличие от остальных ноотропов Ноопепт воздействует на все основные элементы памяти: начальную обработку, хранение и извлечение информации, при этом не оказывает психостимулирующего действия. Препарат разрешен к безрецептурному отпуску. Ноопепт (от слов «ноотропный» и «пептид»)  – дипептидный аналог пирацетама.  Его синтез основан на оригинальной стратегии создания дипептидных лекарств.
Разработан сотрудниками НИИ фармакологии им. В. В. Закусова РАМН в 1992 году. Его синтез основан на оригинальной стратегии создания дипептидных лекарств. Патентован в России (№2119496) и США (US5439930). Права на торговую марку изначально принадлежали фармкомпании «Лекко», позже купленной «Фармстандартом». В рамках реорганизации торговая марка была передана компании «Отисифарм». В 2012 году продажи препарата оценивались в $6,2 млн.
Средняя цена за 1 таблетку (10 мг действующего вещества) составляет 8 российских рублей (2022 г.).

## Профиль активности
Профиль активности ноопепта, в целом, сходен с таковым пирацетама, однако активность проявляется в дозах на 3 порядка более низких, чем таковая пирацетама. Спектр ноотропной и нейропротективной активности ноопепта значительно шире, чем таковой у пирацетама. Клиническое изучение ноопепта подтвердило наличие ноотропного эффекта, в настоящее время препарат нашёл широкое применение в медицинской практике (№ ЛС-001577) при нарушениях памяти и внимания, вызванных черепно-мозговой травмой, сосудистой мозговой недостаточностью, астеническими расстройствами, особенно у больных пожилого возраста.

## Влияние ноопепта на холинергическую систему
Известно, что в патогенезе болезни Альцгеймера (БА) наряду с отложением агрегированного бета-амилоида и гиперфосфорилированного тау-протеина, важнейшая роль принадлежит дефициту холинергической нейротрансмиссии, связанному со снижением активности холинацетилтрансферазы. Тот факт, что ноопепт устраняет когнитивный дефицит, вызванный блокадой мускариновых и никотиновых АХР [Radionova et al., 2008], а также увеличивает амплитуду ответов изолированных нейронов моллюска Helix lucorum на микроаппликации АХ [Островская и др., 2001] диктует необходимость дальнейшего изучения ноопепта с точки зрения уточнения роли холинергических механизмов в реализации мнемотропного действия этого высокоактивного ноотропа. Показано холинопозитивное действие пирацетама на холиночувствительность нейронов виноградной улитки [Островская и др., 2001] и их пластичность [Пивоваров и др., 1987].

## Механизм действия
Активный метаболит Ноопепта — циклопролилглицин — идентичен эндогенному циклическому дипептиду, участвующему в процессах памяти. Он связывается с соответствующим рецептором к нейропептидам на мембране нейрона, что обусловливает антиамнестическое действие препарата. Также усиливает ответ нейронов на ацетилхолиновые рецепторы, проявляя холинопозитивную активность и обратный захват серотонина, что является одним из ключевых моментов ноотропного действия, а также повышает уровень эндогенных нейротрофических факторов (особенно NGF) особенно в области гиппокампа. AMPA-рецепторы, и, предположительно NMDA-рецепторы, также участвуют в механизме действия Ноопепта. Минимально эффективная доза у Ноопепта в 1000 раз ниже, чем у пирацетама.
Нейропротекторное действие Ноопепта имеет комплексный механизм, способный противодействовать глутамат-кальциевой эксайтотоксичности, вызванной избыточным высвобождением глутамата, например, при ишемии и повреждениях головного мозга, продолжительных воздействиях стрессовых факторов, умственном и эмоциональном перенапряжении, интоксикациях.
Ноопепт также оказывает антиоксидантное действие, что имеет важное значение как при сосудистых, так и при дисметаболических и нейродегенеративных нарушениях работы ЦНС. Он уменьшает накопление продуктов перекисного окисления липидов, что препятствует гибели нейронов, а как антиоксидант на 2 порядка активнее витамина E. Кроме того, Ноопепт обладает противовоспалительной активностью, по которой он не уступает ибупрофену.
Это уменьшает неблагоприятную роль провоспалительных интерлейкинов (IL-1β, IL-6, TNF-α) в патогенезе нейродегенеративных заболеваний. Исследования показали, что у Ноопепта есть потенциал в лечении болезни Альцгеймера.
На фоне терапии Ноопептом отмечается улучшение памяти, внимания и других когнитивных функций у пациентов молодого и пожилого возраста с цереброваскулярными расстройствами, последствиями черепно–мозговой травмы и хронической алкогольной интоксикацией.Терапевтическое действие Ноопепта полимодально и складывается из положительного ноотропного, антиамнестического и анксиолитического эффектов. При этом терапия Ноопептом характеризовалась хорошей переносимостью и благоприятным профилем безопасности.

## Противопоказания и побочные действия
Противопоказанием к приёму препарата являются: гиперчувствительность к компонентам препарата, беременность, период лактации, возраст до 18 лет, дефицит лактазы, непереносимость лактозы, глюкозо-галактозная мальабсорбция, выраженные нарушения функции печени и почек.
К возможным побочным действиям можно отнести аллергические реакции. У больных с артериальной гипертензией, в основном тяжелой степени, на фоне приема препарата может наблюдаться подъём артериального давления.